# Mértékszabadság
A mértékszabadság az elektrodinamikai potenciálokra jellemző sajátos többértelműség: meghatározott transzformációval egymásba vihető végtelen sok, egymástól különböző potenciálhoz ugyanazok az erőterek és egyéb fizikai mennyiségek tartoznak. Ennek a redundanciának az értelmét a klasszikus fizika nem tudja megmagyarázni, a kvantumtérelmélet világít rá a jelenségre. Így a mértékszabadság klasszikus alakja mintegy előrejelzi, hogy a klasszikus fizika nem a végső fizikai elmélet, létezik azon túl valami más, ami világunk pontosabb leírását adja.

## A klasszikus elektrodinamikában
Régóta tudjuk, hogy az elektrosztatikában szereplő elektrosztatikus potenciál csak egy additív konstans erejéig határozható meg egyértelműen. Ennél azonban több is kijelenthető és nem csak sztatikus esetre. Az E elektromos térerősséget és a B mágneses indukciót definiálhatjuk a Φ skalárpotenciál és az A vektorpotenciál segítségével a következő módon:
{\displaystyle {\mathbf {E} }=-\nabla \phi -{\frac {\partial {\mathbf {A} }}{c\partial t}}}  és  {\displaystyle {\mathbf {B} }=\nabla \times {\mathbf {A} }.}
E és B azonban változatlan marad, ha tetszőleges {\displaystyle \Lambda (\mathbf {x} ,t)} függvény segítségével végrehajtjuk a következő transzformációt A-n és Φ-n:
{\displaystyle \mathbf {A} \rightarrow \mathbf {A} -\nabla \Lambda }
{\displaystyle \phi \rightarrow \phi +{\frac {\partial \Lambda }{c\partial t}}}
A és Φ egy konkrét megválasztását egy mértéknek, {\displaystyle \Lambda (\mathbf {x} ,t)}-t egy mértékfüggvénynek nevezzük. Az itt bemutatott mértékszabadság egy U(1) lokális mértékinvarianciának felel meg, ami a kvantumelektrodinamika formalizmusában látszik jobban. A mértéket rögzíteni lehet sokféle módon, egy-egy speciális feltétel kirovásával (ld. alább).
Előlegezzük meg egy pillanatra a Minkowski-térnél látott kovariáns jelöléseket: Aμ=(Φ,A), Aμ=(Φ,-A). Ezekkel a jelölésekkel a fenti mértéktranszformáció az
{\displaystyle A_{\mu }\rightarrow A_{\mu }+\partial _{\mu }\Lambda (x)}, ahol {\displaystyle x=({\mathbf {x} },t)}
alakban írható, ami mutatja azt –ami korrekt módon is bebizonyítható–, hogy Aμ és Aμ egy négyesvektor, a négyespotenciál kontravariáns és kovariáns komponensei.

## A kvantumelektrodinamikában
Az egyszerűség kedvéért térjünk át a részecskefizikában széles körben használt {\displaystyle \hbar =c=1} egységrendszerre. A kvantumelektrodinamikában nemcsak az elektromágneses teret, hanem az anyagi részecskéket is terek írják le a kvantummechanikai hullám-részecske kettősséggel összhangban. A mértékszabadságot ezekre a terekre is ki kell terjeszteni, különben nem juthatunk általános érvényű fizikai következtetésekre. 
A sugárzási térre – aminek négyespotenciálját mértékmezőnek hívjuk – továbbra is igaz, hogy a mértéktranszformáció:
{\displaystyle A_{\mu }\rightarrow A_{\mu }+\partial _{\mu }\Lambda (x)=e^{i\Lambda (x)}A_{\mu }e^{-i\Lambda (x)}+ie^{i\Lambda (x)}\partial _{\mu }e^{-i\Lambda (x)}}
kovariánsan változtatja a mozgásegyenleteket, az anyagi terekre viszont változtatás nélkül csak egy globális fázistranszformáció megengedett:
{\displaystyle \Phi \rightarrow \Phi e^{i\alpha }}
Az anyagi terek esetén a deriváltat a
{\displaystyle D_{\mu }:=\partial _{\mu }-iA_{\mu }}
kovariáns deriválttal helyettesítve – ami magában foglalja az anyagi és sugárzási terek kölcsönhatását is – és egy kis kézenfekvő, heurisztikus kiegészítéssel kovariáns egyenletekhez jutunk, ahol a mértéktranszformáció hatása az anyagi terekre:
{\displaystyle \Phi \rightarrow \Phi e^{i\Lambda (x)}}
{\displaystyle D_{\mu }\Phi \rightarrow D_{\mu }\Phi \cdot e^{i\Lambda (x)}}
Az anyagi terek esetén egy lokális (helyfüggő) fázistranszformációt látunk, ami a tér (a hullámfüggvény) abszolutértéknégyzetét nem változtatja meg. Az ilyen transzformációt unitér transzformációnak nevezzük. {\displaystyle \Lambda (x)} egy "egydimenziós" szám és nem egy – például többdimenziós mátrixszal reprezentálható – operátor, ezért ezt a mértéktranszformációt U(1)-transzformációnak (U, mint unitér) hívjuk. Ezek mértékcsoportja az U(1)-csoport, ami az elektromágneses kölcsönhatás belső szimmetriacsoportja (belső, azaz nem téridő).

## A kvantumtérelméletben
A kvantumtérelméletben kiterjesztjük a megengedett mértékcsoportok körét a Lie-csoportokra. Ezek közül valódi fizikai jelentéssel, természetesen csak néhány bír, a kutatások tárgya, hogy melyek ezek. Az abeli, azaz kommutatív U(1) csoporttal szemben a Lie-csoportok többsége nem kommutatív. Az anyagi mezők – megfelelően definiált – kovariáns deriváltja ugyanúgy transzformálódik, mint az anyagi mezők maguk:
{\displaystyle \Phi \rightarrow G(x)\Phi }
{\displaystyle D_{\mu }\Phi \rightarrow G(x)D_{\mu }\Phi }
ahol például unitér mértékcsoport esetén:
{\displaystyle G(x)=e^{\Lambda ^{a}(x)T^{a}}}
ahol a Ta mennyiségek a csoport antihermitikus generátorai. A kovariáns derivált pedig:
{\displaystyle D_{\mu }=\partial _{\mu }+A_{\mu }=\partial _{\mu }+A_{\mu }^{a}T^{a}}
azaz annyi mértékmezőt (sugárzási mezőt, közvetítő részecskét) kell bevezetni, ahány dimenziós a csoport. SU(2) esetén hármat, SU(3) esetén nyolcat, általában SU(n) esetén n²-1-et. A mértékmezők transzformációja az elektrodinamikával analóg:
{\displaystyle A_{\mu }\rightarrow G(x)A_{\mu }G^{-1}(x)+G(x)\partial _{\mu }G^{-1}(x)}

## Mértékrögzítések
Konkrét számolások esetén nagyon kényelmes sokszor bevezetni egy olyan feltételt, ami a mértékszabadságot korlátozza, a mértéket rögzíti. Ez a fizikai végeredményt nem befolyásolja, de leegyszerűsíti a számolást, mert bizonyos változókra könnyebben megoldhatóvá teszi például az egyenleteket és így a maradék probléma is leegyszerűsödik. 

### Coulomb-mérték
A Coulomb-mérték (sugárzási vagy tranzverzális mértékként is ismert) a mértékfüggvény olyan megválasztását jelenti, hogy:
{\displaystyle \nabla \cdot {\mathbf {A} }=0.}
Hátránya, hogy ebben a mértékben A és Φ néha a fénynél gyorsabban is terjedhet. Ennek mindenesetre nincs jelentősége, mert A és Φ önmagukban megfigyelhetetlen mennyiségek, a megfigyelhető mezők pedig helyesen viselkednek.
A Coulomb-mértékben, ahogy az a Gauss-törvényből látszik, a skalárpotenciált egyszerűen egy Poisson-egyenlet határozza meg a teljes töltéssűrűségből (beleértve a kötött töltéseket is) kiindulva.
{\displaystyle -\nabla ^{2}\phi ={\frac {\rho }{\varepsilon _{0}}}}

### Lorenz-mérték
A Lorenz-mérték a mértékfüggvény olyan megválasztását jelenti, hogy:
{\displaystyle \nabla \cdot {\mathbf {A} }+{\frac {1}{c^{2}}}{\frac {\partial \phi }{\partial t}}=0.}
Könnyen megmutatható, hogy ebben az esetben a mérték még mindig megváltoztatható, ha a mértékfüggvény kielégíti a hullámegyenletet:
{\displaystyle {\partial ^{2}\Lambda  \over \partial t^{2}}=c^{2}\nabla ^{2}\Lambda } .
Azaz a Lorenz-mérték nem teljes olyan értelemben, hogy van benne maradék mértékszabadság. Mindenesetre a mértékfüggvény fénysebességgel terjed. A speciális relativitáselméletben ez egy kovariáns mérték
Fontos megjegyezni, hogy a mértéket Ludwig Lorenz dán fizikus publikálta és nem Hendrik Antoon Lorentz holland fizikus, ahogy azt gyakran gondolják. Lorenz eredeti publikációját Maxwell nem fogadta jól (elsősorban a saját elektromágneses munkássága miatt). Lorenz munkája volt az első Maxwell 1865-ös publikációja után, ami azt szimmetrizálta és lerövidítette.

### Weyl-mérték
A Weyl mérték – ami Hermann Weylről kapta a nevét – egy nem teljes mérték, ami a következő választást jelenti:
{\displaystyle \phi =0\,}

### Maximum abeli mérték
Egy nemabeli mértékelméletben egy maximum abeli mérték egy olyan nem teljes mérték, ami a mértékszabadságot a maximum abeli alcsoporton kívül rögzíti. Példák:
- SU(2) mértékelmélet D dimenzióban: a maximum abeli alcsoport egy U(1) csoport. Ha ezt úgy választjuk meg, hogy legyen az, amit a σ3 Pauli-mátrix generál, akkor ez a mérték az, ami a következő függvényt maximalizálja:

{\displaystyle \int d^{D}x\left[(A_{\mu }^{1})^{2}+(A_{\mu }^{2})^{2}\right].}  ahol  {\displaystyle {\mathbf {A} }_{\mu }=A_{\mu }^{a}\sigma _{a}}
- SU(3) mértékelmélet D dimenzióban: a maximum abeli alcsoport egy U(1)×U(1) alcsoport. Ha ezt úgy választjuk meg, hogy a λ3 és λ8 Gell-Mann-mátrixok generálják, akkor ez a mérték a következő függvény maximalizálását jelenti:

{\displaystyle \int d^{D}x\left[(A_{\mu }^{1})^{2}+(A_{\mu }^{2})^{2}+(A_{\mu }^{4})^{2}+(A_{\mu }^{5})^{2}+(A_{\mu }^{6})^{2}+(A_{\mu }^{7})^{2}\right].}   ahol   {\displaystyle {\mathbf {A} }_{\mu }=A_{\mu }^{a}\lambda _{a}}

### Landau-mérték
A Landau-mérték a kvantumelektrodinamikában a fotonpropagátorra kirótt következő feltételt jelenti:
{\displaystyle D_{\mu \nu }k^{\nu }=0\,}
A Landau-mérték analóg a potenciálokra kirótt Lorenz-mértékkel.

### 't Hooft-mértékek
A mértékszabadság kezelésére rejtett szimmetriák esetére 't Hooft 1971-ben állította fel a saját mértékeit a Higgs-mező vákuumértéke körüli sorfejtéséből kiindulva:
{\displaystyle \Phi (x)={1 \over {\sqrt {2}}}[f+\chi _{1}(x)+i\chi _{2}(x)]}
ahol a χ függvények vákuumértéke nulla. A mértékfeltétel pedig a következő:
{\displaystyle \partial _{\mu }A^{\mu }=M\xi \chi _{2}}
ahol M a Higgs-bozon tömege. ξ speciális megválasztásai korábbi mértékválasztásokkal ekvivalensek:
- ξ=0 a Landau-mérték
- ξ=1 a Feynman-mérték